# 宋继扬
宋继扬（1998年1月26日—），辽宁人，中國大陸男演员，毕业于上海戲劇學院2017級表演系本科。2019電視劇《陳情令》飾晓星尘一角大受歡迎。2019主演的輕武俠劇《少年江湖物語》在愛奇藝播出，他在劇中飾演閆大夫。

## 早年經歷
宋繼揚出生於中國大陸遼寧省丹東市，畢業於上海戲劇學院

## 音乐作品

### 单曲
| 發行日期      | 歌曲名稱 | 歌曲資料                                     | 備註 |
| 2020年12月2日 | 《西樓》 | - 填詞：蘇靖凱 - 譜曲：蘇靖凱 - 編曲：張宗煒 |      |

## 影视作品

### 电视剧
| 首播年份 | 剧名           | 角色   | 备注     |
| 2019     | 陈情令         | 晓星尘 | 網絡劇   |
| 2019     | 少年江湖物语   | 闫大夫 | 網絡劇   |
| 2023     | 麻烦请你先告白 | 陆洵   | 網絡短劇 |
| 2025     | 书卷一梦       | 吉祥   | 網絡劇   |
| 待播     | 烽火流金       | 曹春花 |          |

### 固定綜藝
| 播出日期      | 頻道     | 節目名稱              | 備註 |
| 2019年12月5日 | 騰訊視頻 | 《少年聽學中》        |      |
| 2021年6月9日  | 東南衛視 | 《最美旅拍 (第三季)》 |      |

## 媒體作品

### 廣告代言
| 年份   | 名稱           | 性質       | 備註 |
| 2019年 | SNP            | 全球代言人 |      |
| 2019年 | GLAMGLOW格萊魅 | 發光隊長   |      |

### 雜誌寫真
| 年份   | 日期     | 名稱                 | 期數  | 備註   |
| 2019年 | 9月6日   | STARBOX人物          | 9月刊 | 電子刊 |
| 2019年 | 9月26日  | 昕薇                 |       |        |
| 2019年 | 9月27日  | LOOKME洛克偶像研究所 |       | 電子刊 |
| 2019年 | 10月9日  | SoCooL               |       |        |
| 2019年 | 10月16日 | K-MEDIA全新娛樂      |       | 電子刊 |
| 2020年 | 4月17日  | 時裝LOFFICIEL        |       |        |

## 公开活动

### 演唱會
| 日期             | 地點 | 主題                 | 備註             |
| 2019年11月1、2日 | 南京 | 陳情令國風音樂演唱會 | 與陳情令一眾演員 |

### 晚会
| 日期           | 播放频道/平台 | 節目名稱             | 表演曲目 | 備註             |
| 2019年11月10日 | 優酷          | 天貓雙11狂歡夜       | 童話     | 陳情少年組合活動 |
| 2019年12月8日  | QQ音樂        | 澳門騰訊音樂娛樂盛典 | 初生無畏 | 陳情少年組合活動 |
| 2019年12月28日 | 騰訊視頻      | 星光大賞             | 初生無畏 | 陳情少年組合活動 |
| 2019年12月31日 | 湖南衛視      | 湖南衛視跨年晚會     | 青春2020 | 陳情少年組合活動 |
| 2020年1月25日  | 江蘇衛視      | 江蘇衛視跨年晚會     | 夢想     | 陳情少年組合活動 |